# 取締役会

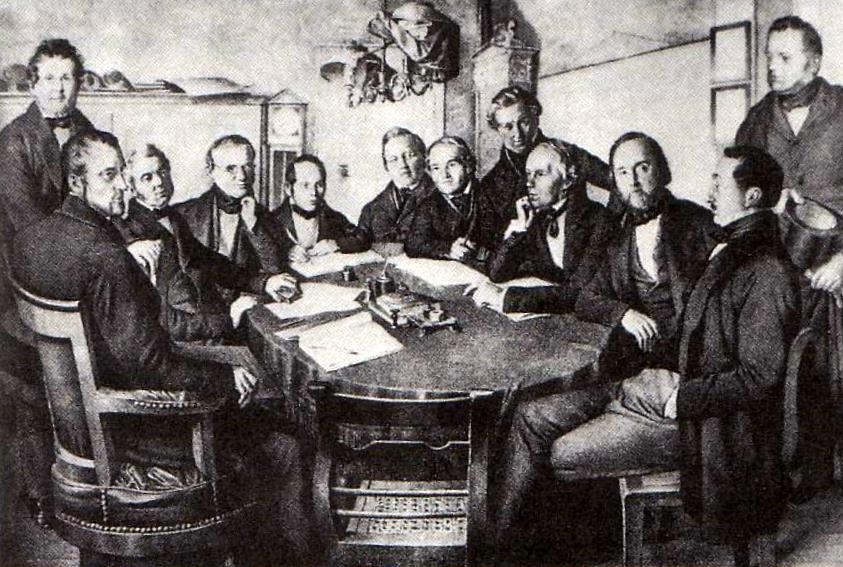
ライプツィヒ・ドレスデン鉄道会社の取締役会（1852年）

取締役会（とりしまりやくかい、英: Board of directors）は、株式会社の業務執行の意思決定等を行う合議体であり、一層型の場合には業務執行の監督をも同時に担い、業務執行（の決定）については重要なものを除き特定の取締役などに委任するのが通常であるが、二層型の場合には、執行役会とも訳され、監査役会によって業務執行の監督を受けることとなる。

## 日本の取締役会
日本の株式会社においては、取締役会は取締役会設置会社において業務執行の決定等を行う合議体である。役会（やっかい）、ボードともいう。旧商法の下では株式会社に必置の機関（必要的機関）であったが、現在の会社法においては原則として任意的機関であり、取締役会を置かない株式会社（取締役会非設置会社）も認められる。ただし、公開会社では設置が義務付けられている。
- 会社法について以下では、条数のみ記載する。

なお、特例有限会社は、会社法で株式会社として位置づけられているが、取締役会を設置することはできない（会社法の施行に伴う関係法律の整備等に関する法律第17条）。
取締役会の構成員である取締役については、取締役の項目を参照のこと。

### 構成
取締役会を置く株式会社又は会社法の規定により取締役会を置かなければならない株式会社を取締役会設置会社という（2条7号）。取締役会設置会社においては、取締役は3名以上でなければならず（331条5項）、取締役会はすべての取締役によって構成される（362条1項）。
「3名以上の取締役」とは、取締役会を置くための要件であって、取締役が3名以上いれば必ず取締役会が置かれているわけではない。取締役が3名以上いたとしても、取締役会を置かない機関設計を選択することは可能である。
なお、監査等委員会設置会社や指名委員会等設置会社における取締役会と取締役は、職務内容や責任、任期等が異なるため、以下は通常の株式会社における取締役会を念頭に記述する（監査等委員会設置会社の取締役会については監査等委員会設置会社、指名委員会等設置会社の取締役会については指名委員会等設置会社を参照）。

### 職務・権限
取締役会は、会社の業務執行の決定、取締役（代表取締役を含む）の職務執行の監督、それと代表取締役の選定・解職を行う（362条2項）。また、代表取締役以外に業務を執行する取締役を選定することもできる（363条1項2号）
取締役会の専決事項
取締役会は、次に掲げる事項やその他の重要な業務執行の決定については、取締役に委任することができない（362条4項）。
- 重要な財産の処分及び譲受け（362条4項1号）
- 多額の借財（362条4項2号）
- 支配人その他の重要な使用人の選任及び解任（362条4項3号）
- 支店その他の重要な組織の設置、変更及び廃止（362条4項4号）
- 募集社債発行の決定（362条4項5号）
- 業務の適正を確保するための体制の整備（362条4項6号）
- 取締役の任務懈怠責任の免除の承認（362条4項7号）

その他の決議事項
それぞれ具体的に法定されており、以下のような事項が取締役会の決議によることとされている。
- 譲渡制限株式の譲渡の承認及び指定買取人の指定（139条1項、140条5項）
- 自己株式の取得価格等の決定（157条）
- 子会社からの自己株式の取得の決定（163条）
- 取得条項付株式の取得の決定（168条1項、169条2項）
- 自己株式の消却（178条）
- 株式分割（183条2項）
- 株式無償割当てに関する事項の決定（186条）
- 単元株式数についての定款変更（195条1項）
- 所在不明株主の株式の競売もしくは売却または買取（197条）
- 公開会社における新株発行とその内容の決定（201条、202条）
- 譲渡制限株式の割当てを受ける者の決定（204条）
- 一株に満たない端数の買取り（234条5項）
- 公開会社における新株予約権の発行とその内容の決定（240条、241条）
- 譲渡制限株式を目的とする募集新株予約権または譲渡制限新株予約権の割当てを受ける者の決定（243条）
- 譲渡制限新株予約権の譲渡の承認（265条1項）
- 取得条項付新株予約権の取得の決定（273条1項、274条2項）
- 新株予約権の消却（276条）
- 新株予約権無償割当てに関する事項の決定（278条）
- 株主総会の招集（298条4項）
- 訴訟における代表者の選任（353条、364条）
- 取締役による競業取引および利益相反取引の承認（356条、365条1項）
- 取締役会を招集する取締役の決定（366条1項ただし書）
- 特別取締役の設置（373条1項）
- 計算書類の承認（436条3項）
- 臨時計算書類の承認（441条3項）
- 連結計算書類の承認（444条5項）
- 一定の場合における資本金・準備金の減少（447条3項、448条3項）
- 中間配当の決定（454条5項）

取締役会設置会社の取締役の職務・権限
取締役会設置会社の取締役のうち、代表取締役・業務執行取締役は、会社の業務を執行し、少なくとも3ヶ月に1回は職務執行の状況を取締役会に報告しなければならない(363条2項)。

### 運営
招集
取締役会は、各取締役が招集する。ただし、招集権者を定款又は取締役会で定めたときは、その取締役が招集する。この場合、招集権者以外の取締役は、招集権者に対し、取締役会の目的である事項を示して、取締役会の招集を請求することができる(366条)。
招集する者は一週間を下回る期間を定款で定めた場合以外は、取締役会の日の一週間前までに、各取締役及び監査役設置会社にあっては、監査役に対してその通知を発しなければならない(368条1項)。
取締役会は、取締役及び監査役設置会社にあっては、監査役の全員の同意があるときは、招集の手続を経ることなく開催することができる(368条2項)。
監査役設置会社においては、監査役は、取締役会に出席し、必要があると認めるときは、意見を述べなければならない（383条1項）。
監査役は、必要があると認めるときは、取締役に対し、取締役会の招集を請求することができ、招集の通知が発せられない場合は、取締役会を招集することができる（383条2項）。
決議
取締役会の決議は、議決に加わることができる取締役の過半数が出席し、その過半数をもって行うのが原則であるが、定款でこれを上回る割合を定めることができる(369条1項)。
ただし、決議について特別の利害関係を有する取締役は取締役会の決議に参加できない（369条2項）。
取締役会の議事については、法務省令で定めるところにより、議事録を作成し、議事録が書面をもって作成されているときは、出席した取締役及び監査役は、これに署名し、又は記名押印しなければならない(369条3項)。
取締役の全員が書面又は電磁的記録により同意の意思表示をしたときは、当該提案を可決する旨の決議があったものとみなす旨を定款で定めることができる(370条)。
議事録
取締役会の議事について、議事録を作成し、議事録が書面をもって作成されているときは、出席した取締役及び監査役は、これに署名し、又は記名押印しなければならない（369条3項）。
株主は、その権利を行使するため必要があるときは、株式会社の営業時間内は、いつでも、閲覧又は謄写の請求をすることができるが、監査役設置会社、監査等委員会設置会社又は指名委員会等設置会社においては裁判所の許可を得ることが必要である(371条2項)。
債権者は、役員又は執行役の責任を追及するため必要があるときは、裁判所の許可を得て、閲覧又は謄写の請求をすることができる(371条4項)。
親会社社員は、その権利を行使するため必要があるときは、裁判所の許可を得て、閲覧又は謄写の請求することができる(371条5項)。

### 沿革
日本の取締役会は昭和25年の商法改正によって授権資本制度とともにアメリカの会社におけるBoard of Directors制度を導入したものである。この改正がなされる前は取締役自体が会社の必要的機関とされていたが、改正後は取締役会が必要的機関とされ、取締役はその構成員となった。
その後、2005年（平成17年）に成立した会社法（2006年5月施行）において、取締役は必要的機関とされ、取締役会は原則として任意設置機関となった（326条2項）。取締役の設置義務があるケースについては327条1項に規定がある。
取締役会等の設置義務等(327条1項)
次に掲げる株式会社は、取締役会を置かなければならない。
1. 公開会社
2. 監査役会設置会社
3. 監査等委員会設置会社
4. 指名委員会等設置会社

### 形骸化の問題
取締役会は小規模会社と大規模会社の両方において形骸化が激しいといわれる。
小規模会社における問題
取締役会を設置しておくためには、取締役が最低3名必要となるため、小規模会社においては代表取締役（社長）が経営を独占し、他の取締役は家族親戚等から名目的に選ばれたのみで監督責任などは全く機能しないというケースが多い（同族経営）。しかも、そういった小規模な会社が日本の株式会社のほとんどを占めている。会社法が施行された現在では、取締役会を廃止することで、名目的な取締役を置かないことも可能となった。
大規模会社における問題
一方、大規模な会社においても異なった意味で取締役会の形骸化が生じている。取締役会設置会社における取締役の本来的な必要性や適任性にかかわりなく、管理職・幹部従業員の出世コースの延長上に取締役が位置付けられ、取締役会の議長を務める経営トップの意向によって取締役が選任される人事慣行があるため、取締役会が大きくなりすぎ機動的な意思決定ができない、あるいは取締役会の決議は大抵全会一致によってなされ（法律上は過半数で足りる、369条1項）、経営のチェック機能が働かないといわれる。代表取締役以下の会社の業務執行を監督し、株主の利害を代弁する取締役としての意識よりも、経営トップに対する部下意識や監督される側への身内意識が強いため、「なあなあ」でことが済まされ、犯罪や不祥事、経営上の問題を隠蔽する体質がしばしば批判の対象となる。
1997年（平成9年）のソニー以降、意思決定の機動性を高めるために執行役員制度を導入して取締役会の規模縮小を行う、あるいは社外取締役を加える大企業が大幅に増えた（会社法においては、第2条15号において社外取締役の定義が明確化された）。日立製作所や東芝などのように社外取締役を「取締役会議長」として取締役会の議事進行権を与えることで、取締役会の改革を図るケースもある。従来の取締役の数を削減する代わりの処遇方法として執行役員を置くこともあれば、むしろ業務執行取締役や執行役員に業務執行を委ね、取締役会は経営のチェックに専念することで経営の機動性を高めるケースもある。また、従来から常務会または経営戦略会議といった会議体を設けて少数の業務に精通した取締役によって日常業務を処理し、重大案件については取締役会全体で承認を受けるといった形を採ることもあった。
これらの制度は法的な裏付けがないためにその権限が曖昧になることも多かった。そこで法は業務執行取締役（363条1項2号）や特別取締役（373条）、さらには委員会設置会社・執行役という制度を設けている。なお、特別取締役は旧商法下では重要財産委員会として導入された制度を引き継いだものである。また、上場企業であっても実際にはほとんど取締役会（会議）が開かれていない事例が最近明るみにでた。

## アメリカの取締役会
アメリカの株式会社は取締役 (director) によって組織される Board of Directors が株主の代表として経営する。しかし、日常業務は役員 (officer) が取り仕切る。役員はその与えられた役割に応じて最高経営責任者 (Chief Executive Officer; CEO)、最高執行責任者 (Chief Operating Officer; COO)その他の名称を付す。大株主が自ら経営する会社の場合はCEOがプレジデント (President) を兼ねる場合が多い。上場会社においては会社の私物化を防ぐため、CEOが取締役会長 (Chairman of the Board of Directors) を兼任することはコンプライアンス上本来望ましくないとされているが、実際には少なからぬ有名上場会社で会長 (Chairman) とCEOの兼任が見られる。また取締役会の過半数は社外取締役 (Outside Director) である。
イギリスでは経営責任者 (Chief Executive) と取締役会長は別人であること、取締役会の過半数は社外取締役 (Outside Director) であることが法律で義務付けられている。
職席設置を州法で義務づけられている場合を除き、CxO（最高○○責任者）職といった特別な役職が置かれている場合はプレジデントを置かない場合がある。
以上がアメリカにおける株式会社の最大公約数的な組織であるが、設置が必要とされる機関や組織構造は州法または証券取引所規則等によって規定されるため、一様ではない。なお、取締役が集まる会議そのもののことは英語で“Directors Meeting”といい、そこでの議事進行役を英語で“Chairman of the Board”という。

## ドイツの取締役会
ドイツの株式会社 (AG)では、取締役会（独: Verwaltungsrat）の役割と権限を監査役会 (Aufsichtsrat) と執行役会 (Vorstand) の二つの機関に分かち、人的にも監査役会構成員 (Aufsichtsratsmitglied) と執行役会構成員 (Vorstandsmitglied) の兼任を禁じて、監査役会が執行役会を監督するという二層型取締役会が採用されている。
この制度は普通ドイツ商法典（1861年制定）によって導入され、1870年に株式会社の必要的機関構成とされた。
また、ドイツの会社には従業員の代表を監査役会構成員に含める制度があり、500人超の従業員を有する株式会社 (AG) では株主総会で選任される監査役会構成員とは別に、従業員代表の監査役会構成員が選任される。
なお、ドイツの株式合資会社 (KGaA) では、取締役会や執行役会は設置しないが、株式会社 (AG) と同様の監査役会を設置する。
また、ドイツの有限会社 (GmbH)（有限責任事業者会社（UG (haftungsbeschränkt) を含む））では、取締役会や執行役会は設置せず、監査役会は必置の機関ではないが定款の定めにより設置することができる。ただし、500人超の従業員を有する有限会社 (GmbH) では、株式会社 (AG) と同様に従業員代表を監査役会構成員に含める制度が適用されるので、監査役会を設置しなければならない。
- 日本語表記について

日本の取締役会とは制度が異なるため、和訳には何通りかの方法がある。
Verwaltungsrat は取締役会の他に、管理委員会と和訳する場合もある。
Aufsichtsrat は監査役会の他に、監督取締役会と和訳する場合もある。
Vorstand は執行役会の他に、経営取締役会、または取締役会と和訳する場合もある。

### ドイツの監査役会
ドイツの会社の監査役会（独: Aufsichtsrat）の役割は会社の業務執行を監査し、執行役会 (Vorstand) に対して一般的業務について助言し、執行役会構成員 (Vorstandsmitglied) を選任・解任することである。日本の株式会社の監査役会とは大きく異なる。
監査役会は、会社の財産のほか会社の帳簿及び記録を閲覧・監査することができる。また、会社の利益のために必要な場合は、株主総会を招集しなければならない。
業務執行の権能を監査役会に委譲することはできないが、定款又は監査役会は、一定の取引をするには監査役会の同意を要する旨定めなければならない。

#### ドイツの監査役会構成員
ドイツの会社の監査役会の構成員（独: Mitglied des Aufsichtsrats）、すなわち監査役会構成員（独: Aufsichtsratsmitglied）は、監査役（独: Aufsichtsrat; 監査役会と同語）とも呼ばれるが、日本の株式会社の監査役とは大きく異なる。
詳細は監査役#ドイツの監査役を参照。

#### ドイツの監査役会の運営
監査役会 (Aufsichtsrat) は、監査役会構成員 (Aufsichtsratsmitglied) の中から監査役会会長（独: Aufsichtsratsvorsitzender）、すなわち監査役会の会長（独: Vorsitzender des Aufsichtsrats）1名及び1名以上の副会長（独: Stellvertretender Vorsitzender）を選定しなければならない。一般に会長は株主代表の監査役会構成員から選定される、大きな会社では副会長は従業員代表の監査役会構成員から選定することが多い。
法律に別段の定めがない限り、決議の定足数は、全監査役会構成員の半数以上である（共同決定法第28条）。他の監査役会構成員が代理して投票することも当該決議への参加とみなされる。別段の定めがない限り、決議には投票数の過半数が必要である。可否同数の場合は再度の投票を行うことができるが、この場合も可否同数であれば監査役会会長が決定権を有する。監査役会副会長には、かかる決定権はない（共同決定法第29条）。
監査役会は、委員会を設置することができ、かかる委員会に対し、株式法第107条第3項が規定する一定の事項以外の事項につき、監査役会に代わって決定することを委任することができる。ドイツ企業統治法には、監査役会が監査委員会を組織しなければならないと規定している。

#### ドイツの執行役会構成員の選任
共同決定法第31条に従い、執行役会構成員 (Vorstandsmitglied) の選任における監査役会 (Aufsichtsrat) の決議には3分の2の多数を必要とする。かかる多数が得られない場合、監査役会構成員 (Aufsichtsratsmitglied) 4名から成る専門委員会は、1か月以内にかかる選任の提案をしなければならない。その後は、かかる提案が受諾されると否とにかかわらず、監査役会決議を過半数で採択することができる。可否同数となれば監査役会会長 (Aufsichtsratsvorsitzender) が決定権を有する。

### ドイツの執行役会
ドイツの会社の執行役会（独: Vorstand）は自己の責任において業務を執行する。
執行役会は、重要な事由のほか、営業方針、会社の収益性及び事業の現況について、定期的に監査役会 (Aufsichtsrat) に対して報告しなければならない。

#### ドイツの執行役会構成員
執行役会構成員（独: Vorstandsmitglied）、すなわち執行役会の構成員（独: Mitglied des Vorstands）の員数は1名以上（ただし、基礎資本金300万ユーロ超の会社は、定款により1名と定めない限り、2名以上）。執行役会構成員は自然人であり、かつ、完全な行為能力を有する者に限られる。また、監査役会構成員 (Aufsichtsratsmitglied) は執行役会構成員を兼任することができない。
執行役会構成員は、任期を最長5年として監査役会 (Aufsichtsrat) により選任される。再任又は任期の延長は、それぞれ最高5年を限度とする。

#### ドイツの執行役会の運営
執行役会 (Vorstand) は業務規程を制定することができる。ただし、定款が監査役会 (Aufsichtsrat) に業務規程の制定権を与えている場合、又は既に監査役会が執行役会のために業務規程を作成している場合はこの限りでない。

#### ドイツの執行役会の代表権
執行役会 (Vorstand) は、裁判上及び裁判外において会社を代表する。執行役会が数人から成る場合、全執行役会構成員 (Vorstandsmitglied) が共同してのみ会社を代表する（日本の旧共同代表取締役制度に近い）。ただし、定款に別段の規定がある場合はこの限りでない。定款は、執行役会構成員が単独で又は委任状を有する者と共同で代表権限を有する旨定めることができる。共同代表権を有する執行役会構成員は、各自の間における職務分担を定めることができる。執行役会構成員の代理人を定めることができ、これら代理人の代表権限は第三者に対する関係においては、正規の執行役会構成員のそれと同じである。
執行役会又は代表権限の変更は、その都度、商業登記簿に登記しなければならない。

## フランスの取締役会
フランスの株式会社 (SA) では、株主総会で三分の二以上の決議により伝統的な単層型取締役会とドイツ式の二層型取締役会とのどちらかを選択できる。また、後から変更する場合も株主総会で三分の二以上の決議による。なお、どちらの機関設計を選択しても、定款の定めにより株主総会で選任される役員とは別に、従業員が直接選挙により選任する役員を取締役会 (Conseil d'administration) または監査役会 (Conseil de surveillance) の構成員に含めることができるが、その員数は三分の一を超えず最大5名までである。

### フランスの伝統的な取締役会
伝統的な取締役会（仏: Conseil d'administration (CA)）を設置する会社の場合、取締役会 (CA) は会社の業務の方向性を定めその実施を管理する。
会社の目的の範囲内で、かつ法律により明示的に株主総会に付与された権限に従い、取締役会 (CA) は会社の経営に影響を及ぼす一切の事柄を扱い、協議の上これを決定する。
取締役会 (CA) は取締役会長 (PCA) の選定・解職、執行役（社長、DG）の選任・解任、会社の代表権を取締役会長 (PCA) または執行役 (DG) のいずれに付与するかの決定等の権限を有する。

#### フランスの取締役会の取締役
フランスの会社の取締役会 (CA) は取締役 (Administrateur) で構成される。
詳細は取締役 (Administrateur) を参照

#### フランスの取締役会の運営
取締役会 (CA) の決議は、出席した取締役 (Administrateur) または委任状により代理された取締役の多数決により決せられる。
可否同数の場合は定款に別段の定めがない限り取締役会長 (PCA) が決定権を有する。定足数は取締役の総数の半数である。
なお、国営会社とその50%以上の持分を有する子会社では従業員代表が取締役会 (CA) における協議権を有する。

### フランスの監査役会と執行役会
1966年のフランス商法改正により、フランスの株式会社 (SA) はドイツの二層型取締役会を参考にした新たな機関設計を選択できるようになった。株式会社 (SA) は株主総会で三分の二以上の決議により従来の取締役会 (CA) と取締役会長 (PCA)、及び執行役（社長、DG）を設置する代わりに、監査役会 (Conseil de surveillance) と執行役会 (Directoire) を設置することができる。
- 日本語表記について

日本の取締役会とは制度が異なるため、和訳には何通りかの方法がある。
Conseil de surveillance は監査役会の他に、監事会と和訳する場合もある。
Directoire は執行役会の他に、業務執行体と和訳する場合もある。

#### フランスの監査役会
フランスの株式合資会社 (SCA) では、1856年から監査役会（仏: Conseil de surveillance）の設置が義務付けられている。株式合資会社 (SCA) では、商人資格を有することにより商行為を為し得る無限責任社員 (Commandités) と、会社の業務執行を委任された取締役 (Gérant) による経営が行われ、監査役会は会社の業務執行を監査する。
フランスの株式会社 (SA) では、1966年のフランス商法改正により監査役会 (Conseil de surveillance) が導入された。監査役会 (Conseil de surveillance) に関係する規定の大部分は、取締役会 (CA) に適用されるものと同様であるが、監査役会は執行役会 (Directoire) を単に監督するのに対して取締役会 (CA) は経営機能を有する点が異なる。
ドイツの監査役会と同様の機関であり、日本の株式会社の監査役会とは大きく異なる。

##### フランスの監査役会構成員
フランスの会社の監査役会構成員（仏: Membre du Conseil de surveillance）は監査役会 (Conseil de surveillance) の構成員である。
ドイツの監査役と同様の機関であり、日本の株式会社の監査役とは大きく異なる。
なお、会計監査役 (Commissaire aux comptes) は取締役会 (CA) や監査役会に出席するが監査役会構成員とは別の役員である。
詳細は監査役#フランスの監査役会構成員を参照。

#### フランスの執行役会
執行役会（仏: Directoire）の権限は広汎で、会社の目的および株主総会および監査役会 (Conseil de surveillance) に法律上留保された決定による制約を受けるのみである。
執行役会の権限に定款で加えた制限は、会社内部では拘束力を有するが、第三者に対抗することができない。
執行役会は、四半期毎の営業報告書を監査役会に提出しなければならない。

##### フランスの執行役会構成員
執行役会 (Directoire) は1名以上5名以内（上場会社の場合は7名以内）の執行役会構成員（仏: Membre du Directoire）からなり、その執行役会構成員は自然人であることを要し、監査役会 (Conseil de surveillance) により選任されるが、定款で定められている場合を除き、株主必要はない。また、監査役会構成員 (Membre du Conseil de surveillance)は執行役会構成員を兼任することはできない。
執行役会構成員の任期は定款に定めがなければ4年で、定めがあるときは最低2年かつ最長6年である。
執行役会構成員は、通常株主総会および定款で定められている場合において監査役会により解任される。

##### フランスの執行役会の運営
執行役会によりなされる経営上の決定に関する規則は定款に定められる。
執行役会は合議制の経営機関である。
監査役会 (Conseil de surveillance) は、第三者に対して会社を代表する者として、執行役会構成員1名を選定しなければならない。
このように選定された者は執行役会長 (Président du directoire) の肩書を有する。執行役会長は、監査役会によって指定される執行役（Directeurs Généraux：複数形）により補佐される。